# Disasterpieces
Disasterpieces — концертный DVD группы Slipknot, выпущенный в 2002 году. Два DVD диска включили в себя концерт, отыгранный 15 февраля 2002 года в Лондоне (Англия). На двух DVD дисках разместился сам концерт снятый 30 камерами, вставки с репетиций, пресс-конференции, марш мегготов на концерт, редкую для европейцев песню Purity и официальные видеоклипы. Также DVD продавался с биркой Maggot Edition, который включал в себя съёмку каждого участника группы отдельно на песнях «People = Shit» и «The Heretic Anthem» (фактически это представляло собой по 9 клипов на каждую песню). А также частичные обрезки с песни Disasterpiece, где за выступлением Slipknot следило уже просто 6 камер.
Из выступления группы и отрывков из фильма Обитель зла был смонтирован клип на песню «My Plague».

## Дорожки
1. OPENING, «(515)»
2. «People = Shit»
3. «Liberate»
4. «Left Behind»
5. «Eeyore»
6. Set-Up
7. «Disasterpiece»
8. Soundcheck
9. «Purity»
10. «Gently»
11. Sid Solo
12. «Eyeless»
13. In-Store (Paris)
14. Joey Solo
15. Mask Cams
16. «My Plague»
17. «New Abortion»
18. «The Heretic Anthem»
19. «Spit It Out»
20. «Wait and Bleed»
21. It Begins
22. «(sic)»
23. «Surfacing»

## Музыкальные видео
- «Spit It Out»
- «Wait And Bleed»
- «Wait And Bleed» (Animated)
- «Left Behind» (Director’s Cut)
- «My Plague» (New Abuse Mix)
- «Purity» (Только аудио)

## Специальные дополнения
- V.I.P — На протяжении «Left Behind», Sid Solo, Joey Solo, It Begins, «Surfacing» (дважды).
- Multi-Angle — Просмотр песни с возможностью выбора 6 камер «Disasterpiece».
- Maggot Edits — Просмотр песен наблюдая за каждым из девяти участников группы отдельно «People = Shit» и «The Heretic Anthem».